# Haguiga
La Haguiga est l'un des traités talmudiques composant le Moed, l'un des six ordres de la Mishna, une collection de traditions juives incluses dans le Talmud. Il traite des trois fêtes de pèlerinage ( Pâque, Chavouot, Souccot ) et du pèlerinage que les hommes étaient censés effectuer à Jérusalem. Au milieu du deuxième chapitre, le texte aborde des sujets de pureté rituelle. 
Ce traité contient trois chapitres  couvrant 27 pages dans l'édition de Vilna du Talmud de Babylone, ce qui le rend relativement court. Le deuxième chapitre contient beaucoup d'Aggada, décrivant la création et la Merkaba. Son contenu est relativement léger, mis à part pour le troisième chapitre. 